# 2025-ös Formula–1 azeri nagydíj
Az azeri nagydíj lesz a 2025-ös Formula–1 világbajnokság tizenhetedik futama, amelyet 2025. szeptember 19. és szeptember 21. között rendeznek meg a Baku City Circuit utcai versenypályán, Bakuban.

## Választható keverékek
| Abroncs              | Friss | Használt |
| -------------------- | ----- | -------- |
| Kemény keverék (C4)  |       |          |
| Közepes keverék (C5) |       |          |
| Lágy keverék (C6)    |       |          |
| Átmeneti esőgumi (I) |       |          |
| Teljes esőgumi (W)   |       |          |

## Szabadedzések
Az azeri nagydíj első szabadedzését szeptember 19-én, pénteken délelőtt tartják, magyar idő szerint 10:30-tól.
Az azeri nagydíj második szabadedzését szeptember 19-én, pénteken délután tartják, magyar idő szerint 14:00-tól.
Az azeri nagydíj harmadik szabadedzését szeptember 20-án, szombat délelőtt tartják, magyar idő szerint 10:30-tól.

## Időmérő edzés
Az azeri nagydíj időmérő edzését szeptember 20-án, szombat délután tartják, magyar idő szerint 14:00-tól.

## Futam
Az azeri nagydíj futamát szeptember 21-én, vasárnap délután tartják, magyar idő szerint 13:00-tól.